# Marc Perrenoud
Marc Perrenoud (* 1981 in Berlin) ist ein Schweizer Jazzmusiker (Piano, Komposition).

## Leben und Wirken
Perrenoud, der in Genf aufwuchs, begann sechsjährig mit dem Klavierspielen und studierte klassisches Piano am Konservatorium Genf bis 2001; 2004 erhielt er sein Jazz-Diplom an der Lausanne Jazz School bei Yannick Délez; auch studierte er bei Eric Watson in Paris.
Mit dem französischen Schlagzeuger Sylvain Ghio präsentierte er sich zunächst im Duo und legte 2006 sein erstes Album Stream Out vor. Seit 2008 war er vor allem mit seinem Trio (mit Cyril Régamey und Marco Müller) tätig, mit dem er mehr als 300 Konzerte weltweit gegeben und vier Alben veröffentlicht hat. 2015 hat er ein Album für Solopiano, Hamra, eingespielt. Er ist auch auf Alben von Phat und mit dem Rosa Luxemburg New Quintet zu hören.
Perrenoud ist nicht mit dem gleichnamigen Soziologen zu verwechseln, der ebenfalls als Jazzmusiker (Kontrabass) tätig ist.

## Preise und Auszeichnungen
Perrenoud gewann 2006 den Patio-Preis und den Preis für den besten Solisten beim Berner Festival, nach dem er bereits 2003 den Montreux Jazz Chrysler Award und 2005 das Friedlwald-Stipendium in Zürich erhalten hatte. 2010 erhielt er mit seinem Trio den ZKB Jazzpreis. Sein Album Vestry Lamento wurde im Januar 2014 vom Herausgeber des Down Beat besonders empfohlen.

## Diskographische Hinweise
- Marc Perrenoud, Sylvain Ghio Stream Out (Altrisuoni 2006)
- Logo (Neuklang 2008, mit Marco Müller, Cyril Regamey)
- Two Lost Churches (Double Moon Records 2011, mit Marco Müller, Cyril Regamey)
- Vestry Lamento (Challenge/Double Moon 2013,  mit Marco Müller, Cyril Regamey)
- Hamra (Unit Records 2015, solo)
- Nature Boy (Double Moon Records 2016, mit Marco Müller, Cyril Regamey)
- Morphée (Neuklang 2020, mit Marco Müller, Cyril Regamey)